# Космический симулятор

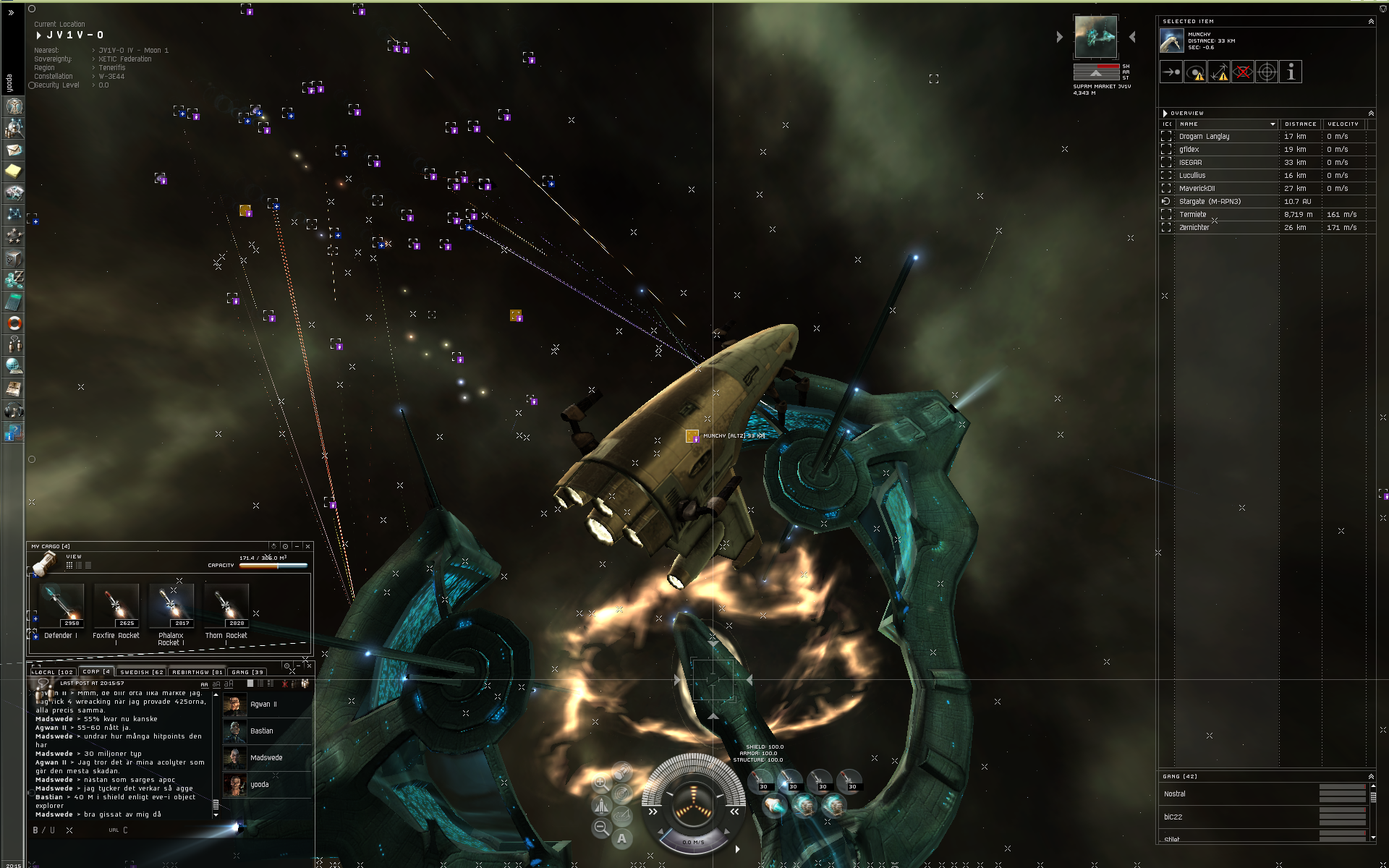
Сцена сражения в MMORPG-космическом симуляторе EVE Online

Космический симулятор или симулятор космического полёта — жанр компьютерных игр, воспроизводящих с различной степенью достоверности управление космическим кораблём. Действие таких игр происходит, как правило, в космосе.
Жанр игровых космических симуляторов делится на несколько поджанров: симуляторы полёта в космосе, в которых акцент ставится на реалистичное управление космическим кораблём; боевые, главным элементом которых являются космические сражения; а также торговые, где в центре внимания находится, прежде всего, экономический элемент игрового мира с полноценной функционирующей экономической системой (торговля и пиратство). Также космические симуляторы можно классифицировать по степени реализма и свободы действий игрока.

## Описание
Симулируют полёт на настоящем или построенном по современным технологиям космическом корабле, с максимально приближенными к реальности физической моделью и управлением. Представлены такими играми как Orbiter, Space Shuttle Simulator и Microsoft Space Simulator. Помимо управления космическим кораблём, некоторые игры этого поджанра (Kerbal Space Program, Project Moonwalk, Childrens of the Dead Earth) симулируют и другие элементы космонавтики, такие как постройка и запуск корабля.

## Симуляторы космических сражений
Наиболее распространённые представители жанра ведут своё происхождение ещё с игровых автоматов. В этих играх симулируются, прежде всего, красочные космические битвы, получившие популярность благодаря таким фантастическим произведениям как «Звёздные войны», «Звёздный путь», «Вавилон-5» и многим другим.

### Аркадные
Физическая модель в таких играх обычно совершенно не соответствует реальной физике космического аппарата, она гораздо ближе к физике аркадных авиасимуляторов. Наиболее характерная её особенность состоит в том, что, хотя действие происходит в космосе, аппарат ведёт себя как при наличии внешней среды, обеспечивающей существенное сопротивление:
- полёт по инерции невозможен — аппарат с выключенным двигателем через короткое время останавливается;
- скорость прямо пропорциональна мощности, выдаваемой двигателем — при определённом положении «ручки газа» аппарат движется с определённой скоростью;
- при повороте аппарата меняется направление его движения.

Таким образом, в целом аппарат ведёт себя как реактивный самолёт в однородной плотной атмосфере при отсутствии гравитации.
Основным, и, зачастую, единственным элементом таких игр являются космические сражения.

### Реалистичные
В играх этого жанра реализованы многие элементы ньютоновской физики. Характерной особенностью является сравнительно более высокая сложность управления, в связи с чем начинающему игроку приходится активно использовать автопилот и системы помощи, так как для освоения управления кораблём требуется некоторое время. В отличие от аркадных симуляторов, физика полёта позволяет, например, воспользоваться инерцией и вращаться вокруг своей оси в любых направлениях без изменения направления и скорости движения.

### Коридорные
«Коридорные» симуляторы представляют собой смешение жанров космического симулятора и 3D-шутера. Результатом такого смешения является 3D-шутер, в котором игроку предоставлены свойственные космосимам шесть степеней свободы передвижения. Классикой такого поджанра является серия игр Descent, в которых игрок летает и сражается в обширных шахтах, выкопанных внутри различных космических объектов Солнечной системы.

## Тактические симуляторы
Наиболее заметным представителем этого жанра является «Star Trek: Bridge Commander», в котором игра ведётся от лица капитана крупного корабля. Управление в таких играх производится с видом от первого лица путём отдачи приказов старшим офицерам, находящимся в капитанской рубке. Существует также серия игр Star Trek: Starfleet Command, где игрок управляет крупными кораблями, но лишь в двух измерениях.

## Свобода в космосимуляторах
По степени свободы действий космические симуляторы делят на кампании и «открытые вселенные» (англ. open universe), а также симуляторы с элементами стратегии.

### Кампании
Как правило, такие игры представляют собой военную кампанию — часть некоего глобального конфликта — состоящую из линейной (иногда ветвящейся) последовательности отдельных миссий, по мере прохождения которых разворачивается сюжет. Игрок, обычно, выступает в роли одного из пилотов эскадрильи, базирующейся на космической базе или авианосце. Характерным представителем этого жанра является основная серия Wing Commander.

### Открытая вселенная
Игры этого поджанра симулируют целое межпланетное сообщество, со своими экономическими и политическими взаимосвязями. Свобода передвижения в игровом мире ограничена лишь сюжетом. При этом, геймплей содержит элементы ролевых и приключенческих игр — игрок может самостоятельно брать различные задания, улучшать свой корабль и строить отношения с представленными в игре различными и, зачастую, противоборствующими политическими группировками.
Классикой этого поджанра являются игра EVE Online и игры серии Elite. Из серии Wing Commander к таким играм относится Wing Commander: Privateer Как правило, «открытая вселенная» характерна для торговых симуляторов, в которых, помимо основного сюжета (если он есть), игрок может заниматься как торговлей, так и пиратством.

### Со стратегическими элементами
В играх данного поджанра присутствуют характерные для космических глобальных стратегий моменты, такие как строительство на планетах, проектирование и постройка кораблей, а также ведение научно-исследовательских работ. При этом, игрок может непосредственно вступать в космические сражения, управляя одним из кораблей своего флота. Наиболее ярким примером таких игр является Wing Commander: Armada.
В космических симуляторах со стратегическими элементами обычно планирование будущих боевых действий (и строительство) — то есть собственно стратегическая часть игры, проходит в пошаговом режиме как в (Wing Commander: Armada), но может и происходить в реальном времени, которое можно как ускорять так и замедлять (как в X-COM: Interceptor).